# Glenn Magnusson
Pour les articles homonymes, voir Magnusson.
Glenn Magnusson (né le 5 juillet 1969 à Oskarshamn) est un coureur cycliste suédois. Professionnel de 1996 à 2001, il a notamment remporté trois étapes du Tour d'Italie avec l'équipe Amore & Vita (1996, 1997 et 1998). Il a ensuite évolué dans la formation US Postal, puis  chez Farm Frites, avec laquelle il a participé à son unique Tour de France. Il a également représenté la Suède aux Jeux olympiques à trois reprises (1992, 1996, 2000).

## Biographie
Lors du Critérium du Dauphiné libéré 2001, il ne remporte pas d'étape mais termine l'épreuve avec le maillot vert de classement par points.

## Palmarès
- 1987
  -  Champion de Suède sur route juniors
  - 2e du championnat des Pays nordiques sur route
  - 3e du championnat de Suède du contre-la-montre juniors
- 1989
  - 3e du championnat des Pays nordiques du contre-la-montre par équipes
- 1992
  - 2e du Duo normand (avec Jan Karlsson)
  - 3e du championnat des Pays nordiques sur route
- 1993
  - Champion des Pays nordiques sur route
  - Prologue du Tour de Suède
  - 3e du Tour de Basse-Autriche
  - 3e du Berliner Etappenfahrt
- 1995
  -  Champion de Suède sur route
- 1996
  - 2e étape du Tour d'Italie
  - 2e étape du Tour de l'Ain
- 1997
  - 13e étape du Tour d'Italie
  - 4ea étape du Tour de Suède
  - Tour de Normandie :
    - Classement général
    - 5e étape

  - 2e du championnat de Suède sur route
  - 2e du Grand Prix Bruno Beghelli
  - 3e du Tour des Pouilles
  - 9e du championnat du monde sur route
- 1998
  - 9e étape du Tour d'Italie
  - Tour du lac Léman
  - 2e étape du Tour de Basse-Saxe
  - Tour des Pouilles
    - Classement général
    - 4e étape

  - 3e du championnat de Suède du contre-la-montre

## Résultats sur les grands tours

### Tour de France
1 participation
- 2000 : 91e

### Tour d'Italie
3 participations
- 1996 : non-partant (19e étape), vainqueur de la 2e étape
- 1997 : 85e, vainqueur de la 13e étape, 3e du classement par points
- 1998 : abandon, vainqueur de la 9e étape

### Tour d'Espagne
3 participations
- 1999 : 91e
- 2000 : abandon
- 2001 : abandon